# Clement Mudford
Clement George Mudford (ur. 21 stycznia 1915 w Malmsbury, zm. 10 marca 1977 w Ringwood) – australijski strzelec, olimpijczyk.
Wystąpił na igrzyskach olimpijskich w Melbourne (1956), gdzie pojawił się w jednej konkurencji. Zajął 20. miejsce w trapie (startowało 32 strzelców).

## Wyniki olimpijskie
| Igrzyska | Konkurencja | Wynik    | Miejsce | Źródło |
| -------- | ----------- | -------- | ------- | ------ |
| IO 1956  | Trap        | 164 pkt. | 20      | [ 2 ]  |